# 韓萬
韩万（？—？），姬姓，韩氏，名万，谥号武。他是曲沃桓叔的儿子，曲沃莊伯的弟弟。战国七雄的韩国的先祖。

## 伐翼
前709年春季，曲沃武公进攻翼城，军队驻扎在陉庭 （今山西省臨汾市翼城縣西南)，韩万为御戎，梁弘为车右。曲沃的军队在汾水边的低洼地追赶晋哀侯，晋哀侯的骖马被树木绊住而停了下来。夜里，晋哀侯和栾共叔被俘。同年，曲沃武公派韩万杀死了被俘的晋哀侯。